# Wehnerstraße 7 (München)

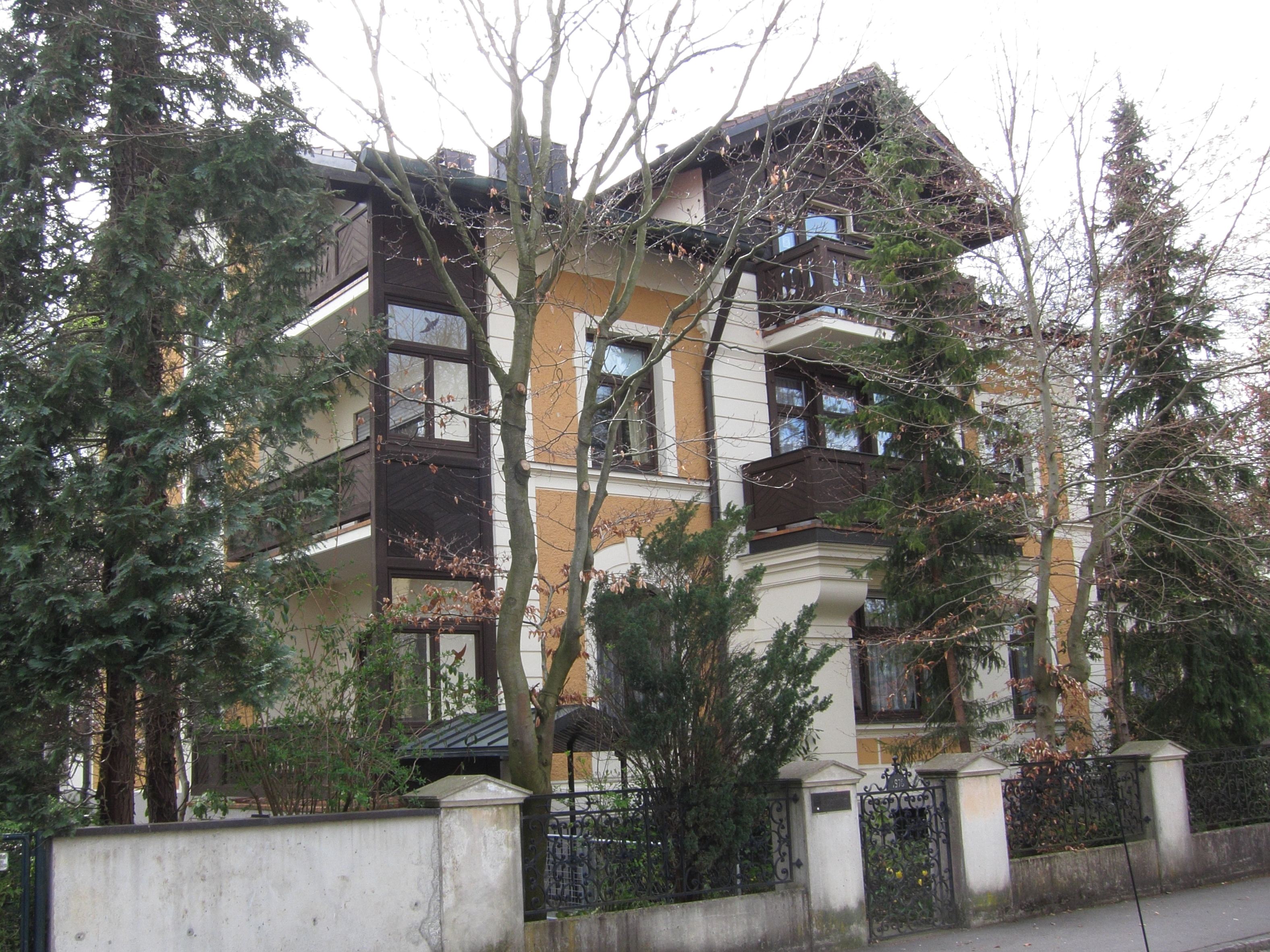
Haus Wehnerstraße 7 im Stadtteil Pasing von München

Das Gebäude Wehnerstraße 7 im Stadtteil Pasing der bayerischen Landeshauptstadt München wurde 1897 errichtet. Die Villa, die nach Plänen des Architekten Louis Ende erbaut wurde, ist ein geschütztes Baudenkmal. Von Louis Ende wurden auch die Villen Wehnerstraße 11, Wehnerstraße 19 und Wehnerstraße 20 errichtet.
Der Bau in der Wehnerstraße mit Fachwerk und Holzbalkonen gehört zur Erstbebauung der Waldkolonie Pasing. Der traufseitige Satteldachbau mit Zwerchhaus-Risalit entspricht dem gründerzeitlichen Landhaustyp. Die Anmutung ist durch Erneuerungen stark verändert worden.